# بني هلال (محافظة الشرقية)
قرية بني هلال هي إحدى القرى التابعة لمركز منيا القمح في محافظة الشرقية في جمهورية مصر العربية. حسب إحصاءات سنة 2006، بلغ إجمالي السكان في بني هلال 11624 نسمة، منهم 5957 رجل و5667 امرأة.

## التاريخ
قرية بني هلال من القرى القديمة، حيث وردت باسم «بني هلال» في أعمال الشرقية ضمن قرى الروك الصلاحي التي أحصاها ابن مماتي في كتاب قوانين الدواوين، كما ورد اسمها مُحرّفًا «بني هزيل» في أعمال الشرقية ضمن قرى الروك الناصري التي أحصاها ابن الجيعان في كتاب «التحفة السنية بأسماء البلاد المصرية». وفي العصر العثماني وردت في التربيع العثماني الذي أجراه الوالي العثماني سليمان باشا الخادم في عصر السلطان العثماني سليمان القانوني ضمن قرى ولاية الشرقية، وفي تاريخ 1228هـ/1813م الذي عدّ قرى مصر بعد المسح الذي قام به محمد علي باشا باسم «بني هلال» ضمن قرى مديرية الشرقية.

## التعليم
تصل نسبة الأمية في القرية إلى 48.33% بين من تجاوزوا العاشرة من عمرهم، بينما تصل نسبة من حصلوا على تعليم جامعي إلى 2.44% من جملة السكان. كما تضم القرية مدرسة بنى هلال لرياض الأطفال ومدرسة بني هلال الابتدائية ومدرسة بني هلال الإعدادية بنات ومدرسة بني هلال الإعدادية بنين، إضافة إلى مدرسة بني هلال للفصل الواحد.